# Tony Gallacher
Tony Gallacher (Glasgow, Escocia, 23 de julio de 1999) es un futbolista británico que juega en la demarcación de defensa para el Hamilton Academical F. C. de la Scottish League One.

## Trayectoria
Tras formarse en las filas inferiores del Falkirk F. C., finalmente en 2015 subió al primer equipo, haciendo su debut el 28 de noviembre de 2015 en un partido de la Copa de Escocia. Tras jugar un total de 26 partidos y 17 de liga, en 2018 se marchó a la disciplina del Liverpool. Pero no fue hasta la temporada siguiente que ascendió al primer club, haciendo su debut el 17 de diciembre en un encuentro de la Copa de la Liga contra el Aston Villa F. C. tras disputar la totalidad de los 90 minutos, produciéndose un resultado de 5-0 a favor del conjunto birminghense.
En 2020 jugó cedido en el Toronto F. C. y, tras un año jugando en el equipo sub-23, el 4 de enero de 2022 se marchó al St. Johnstone F. C. escocés. Tras su marcha de este equipo estuvo un tiempo como agente libre hasta que en enero de 2025 se unió al Hamilton Academical F. C. hasta el final de la temporada 2025-26.

## Clubes
| Club                      | País       | Año       | Partidos | Goles |
| ------------------------- | ---------- | --------- | -------- | ----- |
| Falkirk F. C.             | Escocia    | 2015-2018 | 26       | 0     |
| Liverpool F. C.           | Inglaterra | 2018-2020 | 1        | 0     |
| Toronto F. C. (cedido)    | Canadá     | 2020      | 10       | 0     |
| St. Johnstone F. C.       | Escocia    | 2022-2024 | 37       | 1     |
| Hamilton Academical F. C. | Escocia    | 2025-     | 11       | 0     |